# 吕征
吕征（1985年2月5日—），出生于北京，已退役中国足球运动员，场上司职前鋒。吕征速度奇快，冲击力较强，还有不错的头球能力。

## 职业生涯

### 俱乐部
吕征2004年进入山东鲁能泰山一队，当年9月18日第一次替补上场就打入两球，帮助球队逆转天津泰达。直到2014年离开鲁能，吕征为鲁能出场198次，攻入29球，2次随队获得中超联赛与足协杯“双冠王”，3次获得中超联赛冠军。
2014年底，吕征转会至上海绿地申花。2015赛季和2016赛季，吕征都是绿地申花的常备主力之一；但是2017赛季，吕征的出场次数明显减少。赛季末，吕征与绿地申花因为自由身的认定问题产生了纠纷，不过最后双方圆满解决了问题。效力绿地申花期间，吕征为球队出场70次，打入5球，助攻11球。
2017赛季，吕征选择回到家乡北京，加盟中甲球队北京北控燕京。
2020年5月17日，吕征正式宣布退役。

### 国家队
- 2007年因跟随中国国奥队海外拉练期间与时任助理教练贾秀全发生冲突，被开除出队，无缘北京奥运会[4]。
- 2008年进入国家队，在2月17日东亚足球锦标赛对阵韩国的比赛中以替补队员的身份首次出场。

## 荣誉

### 山东鲁能泰山
- 中国足球超级联赛冠军：2006，2008，2010
- 中国足协杯冠军：2004，2006
- 中国超級联賽杯冠军：2004